# FABRIC TOKYO
株式会社FABRIC TOKYO （ファブリックトウキョウ）は、2012年に設立された、ECサービス「FABRIC TOKYO」の運営・自社開発を行う日本のカスタムオーダーアパレルブランド会社。設立時は「株式会社ライフスタイルデザイン」だったが、2018年3月1日に現社名に変更。2022年1月時点で全国15店舗を展開。

## 概要
2012年4月6日、森雄一郎が「株式会社ライフスタイルデザイン」を創業。2018年3月1日に、社名を「株式会社FABRIC TOKYO」に変更。
2014年2月からオーダーメイドのビジネスウェアをオンラインで提供するアパレルブランド「FABRIC TOKYO」を提供する。Fit Your Lifeをコンセプトに、採寸に特化したショールーム型の実店舗を全国に展開しており、採寸された体のデータはクラウド上に保存され、ECで購入するスタイル。現在は主に20〜30代の忙しく働くビジネスパーソンを中心に支持されている。
2012年設立当初の事業はアパレルD2Cブランド事業を手掛けてはおらず、越境EC事業やAmazon.comのグローバル価格比較サービス事業等を行っていた。森曰く「7つの事業を立ち上げたがどれも上手くいかず創業期はピボット（事業転換を行うこと）を繰り返していた。」と述べている。2013年には実際に同社を一度休眠させ、株式会社メルカリの立ち上げに社会人インターンとして参画している。
2019年よりテックアパレルブランド「STAMP」を提供開始。全身をスキャンできる3Dスキャナーを活用し無人型の店舗モデルを東京・新宿にオープン。ジーンズなど主にカジュアルアパレルを提供する。

## 沿革
- 2012年4月 - 設立
- 2014年2月 -「LaFabrics（ラファブリックス）」をリリース
- 2015年
  - 3月 -「LaFabric（ラファブリック）」へサービス名をリニューアル
  - 5月 - ニッセイキャピタルから、1億円の資金調達を実施
  - 11月 - サービス初となるポップアップストアをJR浜松町駅にて開催
- 2016年
  - 1月 - サービス初となる常設店「LaFabric REAL STORE渋谷」をオープン
  - 9月 - 合弁会社・株式会社カスタムライフ設立
- 2017年
  - 1月 - ニッセイキャピタル、IMJ Investment Partners、ちばぎんキャピタル、フューチャーベンチャーキャピタル、市川貴弘、エンジェル投資家の千葉功太郎、三星グループ・岩田真吾から4億円の資金調達を実施
  - 2月 - 新宿マルイ本館へ店舗出店
  - 10月 - ニッセイキャピタル、スパイラルベンチャーズ、日本政策金融公庫、グロービズ・キャピタル・パートナーズから7.4億円の資金調達を実施
- 2018年
  - 1月 - サービス名を「FABRIC TOKYO（ファブリック トウキョウ）」へリニューアル。株式会社FABRIC TOKYOへ社名変更
  - 3月 - 自分らしく、面白い働き方をする人が集まるコミュニティサイト『はたら区』をリリース
  - 7月 - FABRIC TOKYOにて西日本豪雨災害のチャリティーを実施
- 2019年9月 -「STAMP（スタンプ）」のβ版をリリース
- 2020年9月 - コミュニティ事業「Original Lab by FABRIC TOKYO」を開始

## 主な事業・サービス

### FABRIC TOKYO
オンライン発のカスタムオーダーアパレルブランド。

#### マスカスタマイゼーション
大量生産から低コストの「特注量産」へ。生地やデザインやサイズを自由にカスタムし、自分好みのオーダースーツ・シャツをつくることができる。サイズの採寸データはパーソナルデータとしてクラウド上に保存され、サイズ登録後は自宅に居ながら洋服のカスタムオーダー可能。

#### オムニチャンネル
販売チャネルを自社ECサイトだけでなく、リアル店舗を展開。採寸という “体験”を目的とさせることで、在庫を抱えず運営コストが従来の店舗よりも極限まで抑えることが可能。ECサイトを経由して取得する顧客の性別や好み、洋服のサイズなどのパーソナルデータを活用し、いつ、なにを購入したかなどの把握することが可能。これらの情報を活用し、従来に比べて圧倒的に効率良く、商品企画及びマーケティングを行っている。

#### D2C
商品企画や生産などの工程で発生する中間マージンを大幅に省き、販売においても小売店に卸さず自社ECサイトをメイン行うことで、消費者と限りなく近い距離でものづくりを行う。それにより、従来のモデルで販売されている商品よりも高品質なものを同額もしくはそれ以下の価格で直接消費者に届けられる。

### STAMP
3Dスキャンによる採寸でジーンズがオーダーできるD2Cブランド。ジーンズ以外にもTシャツ、テックチノパンツを展開。東京都内で2店舗展開（どちらも無人）3Dスキャナーにより全身500万か所をスキャンし、全身を一瞬でデータ化する。取得したデータは瞬時にクラウドに保存され、いつでもWEBからオーダー可能。

### Original Lab by FABRIC TOKYO
D2Cブランドに特化したクリエイター支援プログラム。コンセプトは「ユニークで人を幸せにするブランドが、日本中に溢れている未来」の実現。「Original Lab」はD2Cブランドクリエイターのためのコミュニティで、第1期は2020年9月から12月に実施され、19人の起業家により構成された。

### Retail X
D2Cブランドの新規立ち上げや、企業の経営課題であるDXへの対応を支援するコンサルティングサービス。D2Cブランドの新規立ち上げ、リアル店舗とECの体験設計（UX）、サプライチェーンのデジタル化支援を提供する。

## ビジョン・ミッション・バリュー

### ビジョン
だれもが自分らしいライフスタイルを自由にデザインできるオープンな社会をつくる

### ミッション
自分らしいビジネスウェアを通じて
働く楽しさを届けるオープンなプラットフォーム

### バリュー

#### Vision Driven
いつもビジョンを軸に考える。今に最適化するのではなく、未来のあるべき姿を描き、自分たちの手でそれを実現する。

#### Always Why, Always Run
常に考え続け、常に行動し続ける。絶え間ない問題解決の繰り返しによって事業の成長に貢献し、自分自身も成長し続ける。

#### All for One
メンバー全員の力を結集して最高の事業を創る。自分や自分のチームだけでなく、会社全体のために行動する。

## 製品へのこだわり
主力製品のビジネスウェアは主にオーダーメイドで提供。いわゆる顧客一人一人のためにパターンをゼロから作成するフルオーダーではないが、デジタルパターンを利用しているため実際にはサイズ感のカスタマイズは無限に可能とする。国内生産及び海外生産を併用する。パターンの特長は、対象とする30代男性が好む細身のシルエットを基本とする。
一人一人の多様な価値観にあった商品をつくるため、ウールやコットンの原料選びに力を入れている他、化学繊維の機能を活かしたいわゆる機能性素材を積極的に商品に取り入れている。
縫製工場とは直接取り引きを行っており、中間流通を通していないため低価格を実現している。ECサイト上では取引向上の紹介ページなども設けている。

## 社会貢献への取り組み
- 2018年
  - 6月 - 日本初のフェアトレードオーダーシャツを発売開始
  - 7月 - 西日本豪雨災害への支援
  - 11月 - ブラックフライデーの日にホワイトフライデーキャンペーンを実施。工場に眠る良生地の商品を販売
- 2019年8月 - 女性のためのメンズオーダースーツ採寸イベントを実施
- 2020年
  - オーダースーツ縫製工場の支援に向けた新キャンペーン「HELP THE FACTORY」開始
  - 4月 -「ソーシャル・ディスタンス」ロゴを公開

## 関連子会社
- 株式会社カスタムライフ - Webメディアの開発・運営

## メディア掲載
- 2020年
  - 7月「繊研新聞」（7月20日）HELP THE FACTORYキャンペーン掲載
  - 6月　青森県紙「陸奥新報」（6月28日）HELP THE FACTORYキャンペーン掲載
  - 6月　「通販新聞」（6月25日）HELP THE FACTORYキャンペーン掲載
- 2019年
  - 3月　「経営ハッカー」株式会社FABRIC TOKYO 三嶋憲一郎『生き方―人間として一番大切なこと』
  - 3月　ビジネス総合誌「プレジデント オンライン」森雄一郎インタビュー記事
  - 3月　ビジネスメディア「Beyond」
- 2018年
  - 8月　「日経MJ」（8月6日）掲載
  - 7月　「Work Master」FABRIC TOKYO、ビール×採寸「ふぁぶりっく横丁」開始
  - 7月　「OMOHARAREAL」FABRIC TOKYOが8/3表参道にオープン
  - 7月　「グノシー」クラフトビール片手にスーツを採寸！？夏期限定バーイベント「FABRIC YOKOCHO」
  - 7月　「Fashionsnap.com」ビール片手に採寸、ファブリック トウキョウがバーイベント開催
  - 6月　「THE BRIDGE」森 雄一郎インタビュー
  - 6月　雑誌「Men's JOKER」「ビジネスシャツ＋スラックス派の着こなし」（掲載商品）
  - 5月　繊維情報誌「繊維トレンド」"メンズスーツにおけるカスタマイゼーションの実現"掲載
  - 5月　日本経済新聞の電子版「日経電子版」掲載
  - 5月　「産経新聞」ネット購入できるアパレルサービス特集にて掲載
  - 5月　「日経MJ」掲載
  - 5月　「NIKKEI STYLE」掲載
  - 5月　書籍「骨格診断×パーソナルカラー　賢い服選び」取材協力
  - 5月　「IDEAS FOR GOOD」ココロのカッコよさも追求しよう。FABRIC TOKYOが手がけるフェアトレードオーダーシャツ
  - 5月　「WWD japan」日本初フェアトレードコットンを使用したオーダシャツ　オンラインSPA「ファブリック トウキョウ」から発売
  - 5月　「日経産業新聞」掲載、Web版
  - 5月　雑誌「販促会議 6月号」掲載
  - 5月　Startup Hub Tokyo「東京起業百景」森雄一郎出演
  - 5月　「産経ニュース」掲載
  - 4月　「日経xTECH」掲載
  - 4月　雑誌「SENSE 5月号」掲載
  - 3月　定期誌「MarkeZine」掲載、Web版
  - 3月　書籍「200社に足を運んでわかった お客さんがホイホイ集まる法則」184ページ~189ページ掲載
  - 3月　雑誌「Men's JOKER PREMIUM」掲載
  - 3月　「Fashionsnap.com」掲載
  - 3月　雑誌「日経トレンディ掲載
  - 2月　「日本経済新聞 電子版」掲載
  - 2月　「TABI LABO」掲載
  - 2月　「NIKKEIプラスワン」WEB版「NIKKEI STYLE」掲載
  - 1月　「WWD」掲載　スーツのオンラインSPAが、銀座に在庫もレジも現金もない新店舗
  - 1月　「Fashionsnap」D2Cブランド「ラファブリック」が一新、"モノを売らない"新店舗が銀座に
  - 1月　「ECzine」オーダーファッションレーベル「LaFabric」、「売らない」店舗を銀座にオープン
  - 1月　「繊研新聞」（1月19日）に掲載
- 2017年
  - 12月　「WWD JAPAN vol.2005」に掲載
  - 11月　「宣伝会議デジタルマガジン」に掲載
  - 10月　「ORICON NEWS」に掲載
  - 10月　「繊研新聞」に掲載
  - 10月　Tech Crunchに掲載
  - 9月　「NIKKEI STYLE」に掲載
  - 8月　「月刊 事業構想 9月号」に掲載
  - 6月　「日経MJ」に掲載
  - 5月　「月刊 事業構想 6月号」に掲載
  - 5月　「MonoMax 6月号」に掲載
  - 4月　「MONOQLO　6月号」に掲載
  - 3月　Lifehacker ライフハッカー[日本版]」に掲載
  - 3月　「MonoMax」に掲載
  - 3月　「Men’s JOKER」に掲載
  - 2月　「東洋経済」掲載
  - 2月　「繊研新聞」掲載
  - 2月　「Fashionsnap.com」掲載
  - 2月　ニュース週刊誌「AERA」掲載
  - 2月　「東京新聞」掲載
  - 2月　「ITpro」掲載

## 著書
- リテール・デジタルトランスフォーメーション - D2C戦略が小売を変革する（著者：三嶋 憲一郎：株式会社FABRIC TOKYO・取締役COO兼CFO）